# Place Jules-Lobet
La place Jules-Lobet est une place située en plein cœur de Reims .

## Situation et accès
Petite place, tracée en 1925 à l’intersection de la Rue Thiers (Reims), rue du Petit-Four et du cours Jean-Baptiste-Langlet. 
La place est agrémentée par des arbres, bancs et de la Fontaine des Boucheries qui est classée monument historique.

## Origine du nom
Elle porte le nom du député de la Marne Jules Lobet.

## Bâtiments remarquables et lieux de mémoire

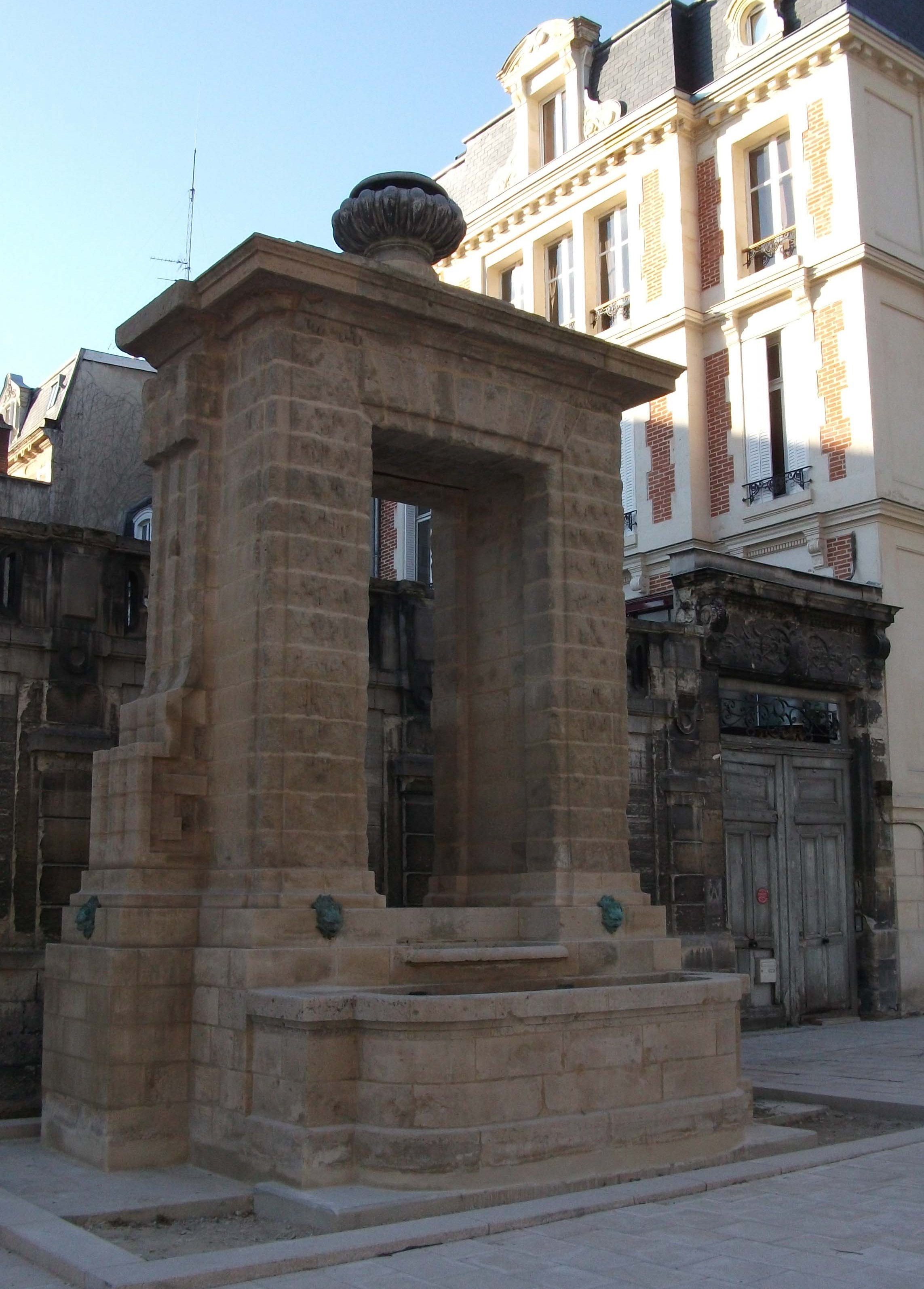
Fontaine des Boucheries.

- Fontaine des Boucheries.